# Interstate 15
Die Interstate 15 ist die viertlängste Nord-Süd-Interstate-Highway-Verbindung der Vereinigten Staaten. Auf einer Gesamtlänge von 2307 km verläuft sie im Norden von der kanadischen Grenze im Bundesstaat Montana bis nach San Diego in Kalifornien.
Sie führt dabei mit Montana, Idaho, Utah, Arizona, Nevada und Kalifornien durch sechs US-Bundesstaaten.
In Arizona verläuft die Interstate 15 nur auf einer Länge von 47 km durch den äußersten Nordwesten des Staates.
Die größten Städte an dieser Strecke sind Salt Lake City und Las Vegas.

## Längen
| Meilen | km    | Staat       |  |
|        |       |             |  |
| 287    | 462   | Kalifornien |  |
| 124    | 200   | Nevada      |  |
| 29     | 47    | Arizona     |  |
| 401    | 645   | Utah        |  |
| 196    | 315   | Idaho       |  |
| 396    | 637   | Montana     |  |
|        |       |             |  |
| 1.433  | 2.307 | Total       |  |

## Geschichte
Die Interstate 15 wurde entlang des U.S. Highways 91 gebaut und ersetzte diesen bis zum Jahr 1980 bis auf einen kurzen Abschnitt in Utah und Idaho. In Kalifornien gab es bei San Bernardino eine östliche Umgehung mit der Bezeichnung I-15E. Dieser Abschnitt ist seit 1982 als Interstate 215 bekannt. Einen weiteren Zubringer mit dem Namen I-15W gab es in Idaho, der seit den 1980er Jahren die Nummer 86 trägt.
Der letzte Abschnitt der Interstate 15 wurde als Umgehung von Plymouth in Utah am 20. November 1990 eröffnet.
In Utah gibt es mehrere Strecken mit einem Tempolimit von 80 mph (129 km/h).

## Verlauf

### Kalifornien

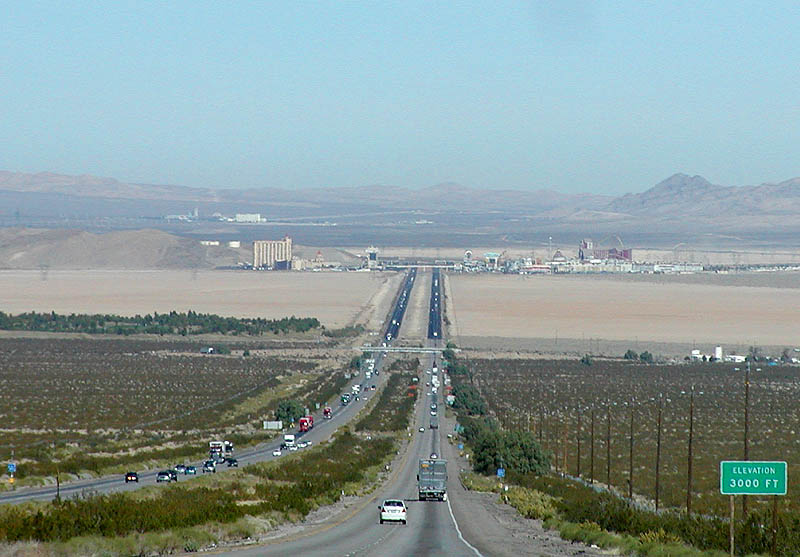
I-15 Richtung Norden, Übergang nach Nevada. Die Kasinos von Primm sind zu sehen.

Die Interstate 15 beginnt im Nordosten San Diegos an einem Kreuz mit der Interstate 8 und der California State Route 15. Sie verlässt das Stadtgebiet in nördlicher Richtung und trifft dabei auf die California State Routes 52 und 163. Bis in den Großraum von Los Angeles verläuft sie fast parallel zur Pazifikküste und zur Interstate 5. Im Norden von Murrieta zweigt die Interstate 215 ab, die als Umgehung über San Bernardino genutzt wird. Ab dieser Abzweigung bis etwa zur California State Route 91 wird die I-15 als Corona Freeway nach der Stadt Corona benannt. Im Anschluss trägt sie bis zum zweiten Kreuz mit der I-215 die Bezeichnung Ontario Freeway. In der gleichnamigen Stadt Ontario trifft die I-15 auf die Interstate 10. Nach dem Großraum von Los Angeles verläuft sie in nordöstlicher Richtung über Hesperia und Barstow, bei der die Interstate 40 beginnt, zur Grenze zum Nachbarbundesstaat Nevada.

### Nevada

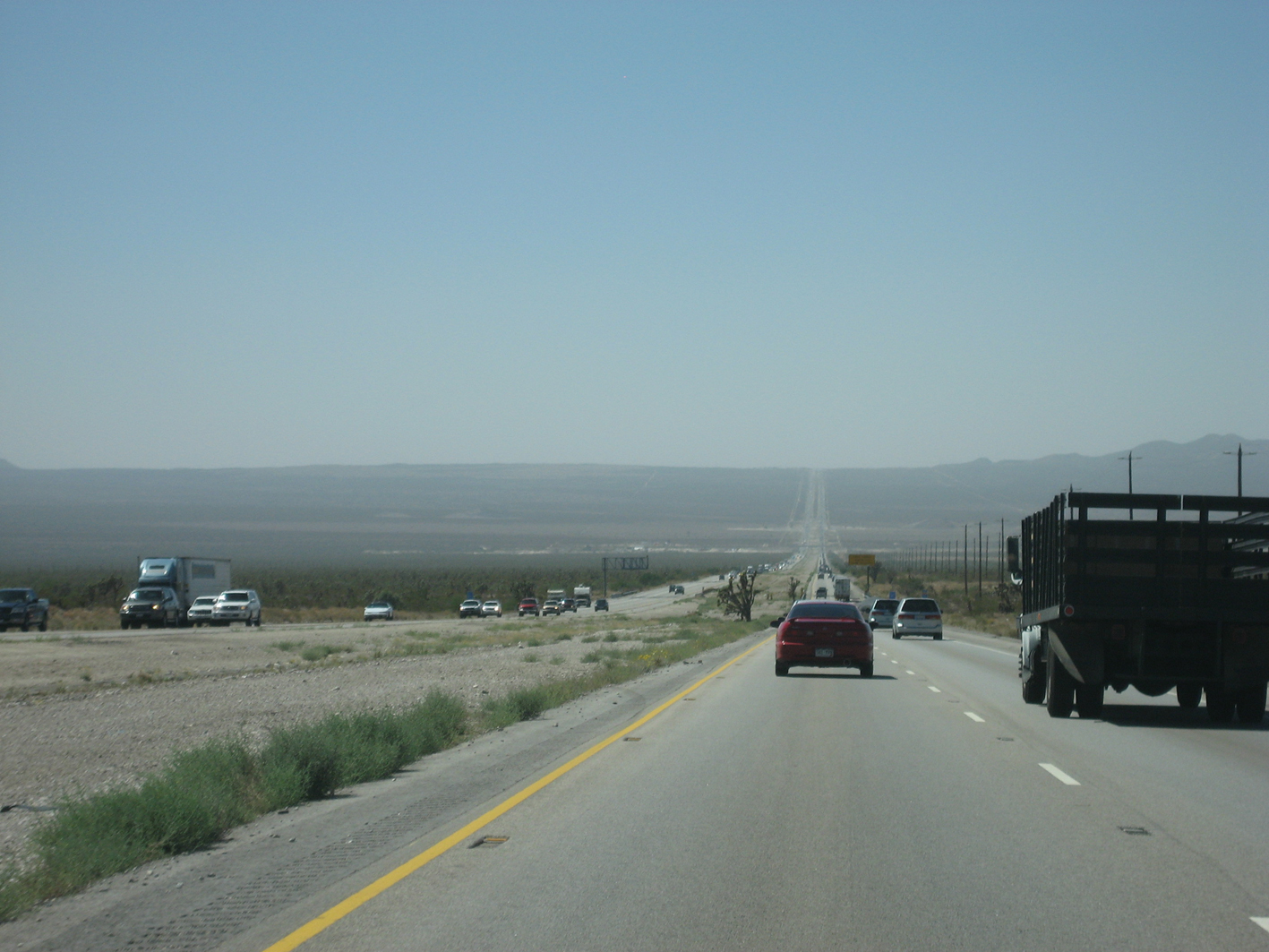
I-15 in der Mojave-Wüste zwischen Barstow, Kalifornien, und Las Vegas, Nevada

Der erste Ort in Nevada ist Primm. Die Interstate 15 führt zum Großteil durch dünnbesiedelte Gebiete mit Ausnahme der Metropole von Las Vegas. In der Innenstadt von Las Vegas verläuft sie parallel zum Las Vegas Strip. Sie trifft innerhalb der Stadtgrenzen auf die Interstates 215 und 515 sowie auf die U.S. Highways 93 und 95. Nach der Stadt North Las Vegas verlässt sie den Großraum und erreicht nach der Stadt Mesquite die Grenze zu Arizona.

### Arizona
In Arizona verläuft sie nur auf einer Länge von 47 Kilometern durch den Arizona Strip. Sie trägt auf der Strecke den Namen Veterans Memorial Highway. Die einzigen größeren Orte an der Interstate sind Littlefield und Beaver Dam. Die Interstate 15 verläuft zum größten Teil parallel zum Virgin River und durch den Virgin River Gorge, bis sie die Grenze zu Utah erreicht.

### Utah
Die I-15 folgt in Utah über 570 Kilometer (354 Meilen) dem Verlauf des ehemaligen U.S. Highways 91 zwischen St. George und Brigham City. Sie verläuft durch weite Teile der Dixie-Region und verbindet in Utah große Städte wie Provo, Orem, Sandy, West Jordan, Salt Lake City, Layton und Ogden. Im Süden der Stadt Cove Fort beginnt an der I-15 die Interstate 70. Im Großraum von Salt Lake City trifft die Interstate 15 auf die Interstates 80 und 215 sowie auf den U.S. Highway 89. Zwischen den Städten Ogden und Tremonton nutzt die I-15 zusammen mit der Interstate 84 die gleiche Trasse.

### Idaho
Die erste Stadt in Idaho an der Interstate 15 ist Malad City. Sie führt weiter in nördlicher Richtung durch die Orte Pocatello, Blackfoot und Idaho Falls. Im Norden der Stadt Pocatello trifft die Straße auf die Interstate 86, die in Richtung Westen zur I-84 verläuft. Nach der Überquerung des Monida Passes erreicht die I-15 die Grenze zu Montana.

### Montana
Die Interstate 15 verläuft in Montana in nördlicher Richtung. Im Süden von Butte trifft die I-15 auf die Interstate 90 und die Interstate 115. Bei Helena kreuzt sie den U.S. Highway 12 und im Osten von Great Falls den U.S. Highway 89. Nach der kanadischen Grenze geht die Straße in den Alberta Highway 4 über und führt bis nach Lethbridge.

## Zubringer und Umgehungen
- Interstate 115 bei Butte
- Interstate 215 bei Inland Empire
- Interstate 215 bei Las Vegas
- Interstate 215 bei Salt Lake City
- Interstate 315 bei Great Falls
- Interstate 515 von Henderson nahe Las Vegas